# Американо-бразильські відносини
Американо-бразильські відносини - двосторонні дипломатичні відносини між США та Бразилією.

## Історія
США та Бразилія традиційно підтримують дружні міждержавні відносини. США були першою країною у світі, яка визнала незалежність Бразилії від Португалії у 1822. Ці дві демократичні країни є найбільшими за чисельністю населення та розміром території ринковими економіками у Західній півкулі. США та Бразилія зміцнюють основи для нового партнерства XXI століття з акцентом на глобальних питаннях, що впливають на життєдіяльність обох країн. Десять двосторонніх угод було підписано під час візиту президента США Барака Обами до Бразилії у березні 2011, ще п'ять угод підписали під час візиту президента Бразилії Ділми Руссеф до США у квітні 2012. З 2011 відбулася серія діалогів на найвищому рівні, було створено або оновлено чотири президентські діалоги: Глобальний діалог партнерства, економічний та фінансовий діалог, стратегічний енергетичний діалог та діалог співробітництва в галузі оборони.

## Торгівля
У 2011 на США припадало 10% експорту та 15% імпорту Бразилії. Потік інвестицій між країнами стає все більш важливим, оскільки США є одним із найбільших іноземних інвесторів у бразильську економіку. Близько 150 000 громадян США відвідують Бразилію щороку.
У 2011 понад 1,5 мільйона бразильців відвідали США, витративши там більш ніж 6,8 млрд. доларів США.